# Hans Sticher

Hans Sticher (1997)

Hans Sticher (* 10. April 1934 in Hochdorf LU; † 18. März 2022 in Zug; heimatberechtigt in Hochdorf LU) war ein Schweizer Chemiker und Professor an der ETH Zürich.

## Leben
Hans Sticher studierte von 1955 bis ins Wintersemester 1959/60 Chemie an der ETH Zürich. Von 1960 bis 1963 war er wissenschaftlicher Mitarbeiter und Assistent am Agrikulturchemischen Institut und promovierte 1963 zum Doktor der technischen Wissenschaften. Nach einem Forschungsaufenthalt am Imperial College of Science and Technology in London und einigen Jahren als Oberassistent und Privatdozent an der ETH Zürich, wählte ihn der Bundesrat auf den 1. Oktober 1975 zum ausserordentlichen Professor für Bodenchemie der ETH Zürich. Mit Bundesratsbeschluss wurde er 1982 zum ordentlichen Professor für das gleiche Lehrgebiet befördert. In den Jahren 1984 bis 1988 stand er der Abteilung für Forstwissenschaften vor und von 1990 bis 1992 dem Institut für Terrestrische Ökologie der ETH Zürich. Zudem war er einige Jahre Prorektor für Diplomstudien, Präsident der Aufnahmeprüfungskommission und Mitglied der Dozentenkommission. Auf den 1. Oktober 1999 wurde Hans Sticher an der ETH Zürich emeritiert.
Sein Bruder Otto Sticher war Professor am Institut für Pharmazeutische Wissenschaften an der ETH Zürich.

## Forschung
Hans Sticher widmete sich vorwiegend interdisziplinären Forschungsthemen, oft in Kooperation mit anderen Forschenden. Sein Fokus lag auf der Erforschung chemischer Vorgänge auf dem Gebiet der Bodenchemie, der Bodenkunde als Wissenschaft und der Umsetzung wissenschaftlicher Erkenntnisse in Gesellschaft und Politik. Seine grosse Fachkompetenz, sein umfassendes Wissen, seine strukturierte Arbeitsweise sowie sein ruhiges, freundliches und sachliches Wesen wurden im Kollegenkreis und von Studierenden sehr geschätzt. Hans Sticher verstand es ausgezeichnet, Studierenden die komplexen Zusammenhänge von Lokal- und Wirtschaftsgeschichte, Klima, Geologie, Bodenbildung, Bodeneigenschaften und Vegetation sowohl im Hörsaal wie auch im Feld zu vermitteln. Erwähnenswert sind seine Exkursionen nach Davos im Rahmen der Veranstaltung "Alpenflora", die zu den ältesten Lehrangeboten der ETH Zürich zählt. Zudem organisierte Hans Sticher zahlreiche Fachkonferenzen und stand verschiedenen Fachgremien vor.

## Mitgliedschaften und Auszeichnungen (Auswahl)
- Mitbegründer und Präsident der Bodenkundlichen Gesellschaft der Schweiz
- Vorstandsmitglied der Deutschen Bodenkundlichen Gesellschaft
- Präsident der Expertenkommission des Nationalen Forschungsprogramms "Nutzung des Bodens in der Schweiz" (NFP 22)

## Publikationen (Auswahl)
- Hans Sticher: Über die Oxydation von Trixylylbenzol und Tri-(3-nitro-4-methyl-)phenylbenzol, ausgeführt im Laboratorium von Prof. Hopff. Diplomarbeit ETH Zürich, Inst. für Organische Technologie, Nr. 2925, SS 1959.
- Hans Sticher: Abbau von Silikaten mit Brenzkatechin. ETH Diss. No. 3418, 1963, doi:10.3929/ethz-a-000088617
- Hans Sticher: Bodenkunde und Bodenkundler in der Schweiz, 1855 bis 1962. Mit einem kurzen Rückblick auf die Vorgeschichte. Bodenkundliche Gesellschaft der Schweiz, Dietikon 2001, ISBN 3-260-05452-9.